# Registre national des lieux historiques dans le comté de San Diego

Localisation du comté de San Diego en Californie

Ceci est la liste des lieux historiques inscrits sur le registre national dans le comté de San Diego en Californie.
Cette liste des propriétés et des districts du registre national des lieux historiques dans le comté de San Diego, en Californie, est censée être exhaustive. Les coordonnées de latitude et longitude sont fournies pour la plupart des propriétés et les districts du registre national ; ces localisations peuvent être aperçus sur Google Maps.
Il y a 147 propriétés et districts répertoriés sur le registre national dans le comté, dont dix-sept monuments historiques nationaux. Quatre autres propriétés ont été répertoriées mais retirées par la suite.

## Liste actuelle
| Position | ID        | Type | Nom                                                                         | Localisation                                                                                               | Ville                    | Date d'inscription | Image | Coordonnées                          | Description                                                                           |
| -------- | --------- | ---- | --------------------------------------------------------------------------- | --- | ------------------------ | ------------------ | ----- | ------------------------------------ | ------------------------------------------------------------------------------------- |
| 1        | 94000311  | NRHP | École d'américanisation                                                     | 1210 Division St.                                                                                          | Oceanside                | 8 avril 1994       |       | 33° 11′ 46″ nord, 117° 22′ 16″ ouest |                                                                                       |
| 2        | 85003431  | NRHP | Anza Borrego-Palo Verde Site, S-2                                           | Adresse restreinte                                                                                         | Borrego Springs          | 25 octobre 1985    |       |                                      |                                                                                       |
| 3        | 85003432  | NRHP | Anza Borrego-Sin Nombre, S-4                                                | Adresse restreinte                                                                                         | Borrego Springs          | 25 octobre 1985    |       |                                      |                                                                                       |
| 4        | 85003433  | NRHP | Anza Borrego-Split Mountain Site, S-3                                       | Adresse restreinte                                                                                         | Borrego Springs          | 25 octobre 1985    |       |                                      |                                                                                       |
| 5        | 93001018  | NRHP | Pearl Baker Row House                                                       | 6122 Paseo Delicias                                                                                        | Rancho Santa Fe          | 30 septembre 1993  |       | 33° 01′ 15″ nord, 117° 12′ 06″ ouest |                                                                                       |
| 6        | 77000331  | NHL  | Parc Balboa                                                                 | CA Quadrangle 41                                                                                           | San Diego                | 22 décembre 1977   |       | 32° 43′ 50″ nord, 117° 09′ 03″ ouest |                                                                                       |
| 7        | 96001177  | NRHP | Balboa Theatre                                                              | 868 4th Ave.                                                                                               | San Diego                | 24 octobre 1996    |       | 32° 42′ 50″ nord, 117° 09′ 38″ ouest |                                                                                       |
| 8        | 66000227  | NHL  | Hubert H. Bancroft Ranchhouse (en)                                          | Bancroft Dr. off CA 94                                                                                     | Spring Valley            | 15 octobre 1966    |       | 32° 44′ 11″ nord, 116° 59′ 18″ ouest |                                                                                       |
| 9        | 92001754  | NRHP | Bandy House                                                                 | 638 S. Juniper                                                                                             | Escondido                | 12 janvier 1993    |       | 33° 07′ 05″ nord, 117° 01′ 13″ ouest |                                                                                       |
| 10       | 93001462  | NRHP | A.H. Beach House (en)                                                       | 700 S. Juniper                                                                                             | Escondido                | 30 décembre 1993   |       | 33° 07′ 04″ nord, 117° 04′ 25″ ouest |                                                                                       |
| 11       | 74000547  | NRHP | Bear Valley Archeological Site                                              | Adresse restreinte                                                                                         | Pine Valley              | 30 juillet 1974    |       |                                      |                                                                                       |
| 12       | 11000943  | NRHP | John R. and Florence Porterfield Beardsley House                            | 3130 Shadowlawn St.                                                                                        | San Diego                | 22 décembre 2011   |       | 32° 44′ 45″ nord, 117° 12′ 48″ ouest |                                                                                       |
| 13       | 90002220  | NHL  | Berkeley (ferry)                                                            | B St. Pier                                                                                                 | San Diego                | 14 décembre 1990   |       | 32° 43′ 07″ nord, 117° 10′ 22″ ouest |                                                                                       |
| 14       | 91000942  | NRHP | Samuel Bingham House                                                        | 6427 La Plateada                                                                                           | Rancho Santa Fe          | 5 août 1991        |       | 33° 01′ 32″ nord, 117° 11′ 19″ ouest |                                                                                       |
| 15       | 98001552  | NRHP | Ellis Bishop House                                                          | 4802 El Arco Iris                                                                                          | Rancho Santa Fe          | 5 janvier 1999     |       | 33° 00′ 20″ nord, 117° 13′ 43″ ouest |                                                                                       |
| 16       | 08000343  | NRHP | William Black House-SDM-W-12 Locus A (CA-SDI-4669) (en)                     | Adresse restreinte                                                                                         | La Jolla                 | 2 mai 2008         |       |                                      |                                                                                       |
| 17       | 86000010  | NRHP | Charles A. Braun House                                                      | 790 Vale View Dr.                                                                                          | Vista                    | 5 janvier 1986     |       | 33° 11′ 10″ nord, 117° 14′ 50″ ouest |                                                                                       |
| 18       | 73000431  | NRHP | Brick Row                                                                   | A Ave. between 9th and 10th Sts.                                                                           | National City            | 16 juillet 1973    |       | 32° 40′ 29″ nord, 117° 06′ 19″ ouest |                                                                                       |
| 19       | 86002665  | NRHP | Burnham-Marston House                                                       | 3563 Seventh Ave.                                                                                          | San Diego                | 22 septembre 1986  |       | 32° 44′ 34″ nord, 117° 09′ 23″ ouest |                                                                                       |
| 20       | 66000224  | NMON | Monument national de Cabrillo                                               | 10 milles (16 km) de San Diego au large de l'U.S. 10, près de la pointe sud de Point Loma                  | San Diego                | 15 octobre 1966    |       | 32° 40′ 18″ nord, 117° 14′ 26″ ouest |                                                                                       |
| 21       | 74000548  | NRHP | California Quadrangle (en)                                                  | Balboa Park-El Prado Area                                                                                  | San Diego                | 17 mai 1974        |       | 32° 43′ 53″ nord, 117° 09′ 06″ ouest |                                                                                       |
| 22       | 02001747  | NRHP | Canfield-Wright House (en)                                                  | 420 Avenida Primavera                                                                                      | Del Mar                  | 14 mai 2004        |       | 32° 57′ 51″ nord, 117° 15′ 47″ ouest |                                                                                       |
| 23       | 93001016  | NRHP | Carlsbad Santa Fe Depot (en)                                                | 400 Carlsbad Village Dr. (Elm Ave.)                                                                        | Carlsbad                 | 30 septembre 1993  |       | 33° 09′ 34″ nord, 117° 20′ 55″ ouest | Actuellement les maisons du centre d'information des visiteurs                        |
| 24       | 91000941  | NRHP | Norman and Florence B. Carmichael House                                     | 6855 La Valle Plateada                                                                                     | Rancho Santa Fe          | 5 août 1991        |       | 33° 01′ 31″ nord, 117° 11′ 05″ ouest |                                                                                       |
| 25       | 13000521  | NRHP | Case Study House No. 23C                                                    | 2339 Rue de Anne                                                                                           | La Jolla                 | 24 juillet 2013    |       | 32° 50′ 36″ nord, 117° 15′ 11″ ouest | Une des « Case Study Houses »                                                         |
| 26       | 78000749  | NRHP | The Castle                                                                  | West of Ramona                                                                                             | Ramona                   | 30 mars 1978       |       | 33° 00′ 49″ nord, 116° 57′ 17″ ouest |                                                                                       |
| 27       | 78000750  | NRHP | Chaplain's House                                                            | 836 Washington St.                                                                                         | San Diego                | 24 novembre 1978   |       | 32° 45′ 02″ nord, 117° 09′ 20″ ouest |                                                                                       |
| 28       | 12001192  | NHL  | Chicano Park (en)                                                           | Near National Ave. & Dewey St.                                                                             | San Diego                | 23 janvier 2013    |       | 32° 42′ 01″ nord, 117° 08′ 35″ ouest |                                                                                       |
| 29       | 91000943  | NRHP | George A. C. Christiancy House                                              | 17078 El Mirador                                                                                           | Rancho Santa Fe          | 5 août 1991        |       | 33° 01′ 45″ nord, 117° 11′ 17″ ouest |                                                                                       |
| 30       | 98000833  | NRHP | City of San Diego Police Headquarters, Jails and Courts (en)                | 801 W. Market St.                                                                                          | San Diego                | 9 juillet 1998     |       | 32° 42′ 39″ nord, 117° 10′ 09″ ouest |                                                                                       |
| 31       | 91000939  | NRHP | Reginald M. and Constance Clotfelter Row House                              | 6112 Paseo Delicias                                                                                        | Rancho Santa Fe          | 5 août 1991        |       | 33° 01′ 14″ nord, 117° 12′ 08″ ouest |                                                                                       |
| 32       | 83001227  | NRHP | Coulter House                                                               | 3162 2nd Ave.                                                                                              | San Diego                | 30 septembre 1983  |       | 32° 44′ 18″ nord, 117° 09′ 42″ ouest |                                                                                       |
| 33       | 07000935  | NRHP | Cuyamaca Village                                                            | Adresse restreinte                                                                                         | San Diego                | 2 avril 2008       |       |                                      |                                                                                       |
| 34       | 85002723  | NRHP | Eagles Hall (en)                                                            | 733 Eighth Ave.                                                                                            | San Diego                | 4 octobre 1985     |       | 32° 42′ 47″ nord, 117° 09′ 21″ ouest |                                                                                       |
| 35       | 85001065  | NRHP | Edgemoor Farm Dairy Barn (en)                                               | 9064 Edgemoor Dr., Edgemoor Geriatric Hospital                                                             | Santee                   | 16 mai 1985        |       | 32° 50′ 36″ nord, 116° 58′ 09″ ouest |                                                                                       |
| 36       | 01001458  | NRHP | Immeuble d'El Cortez                                                        | 702 Ash St.                                                                                                | San Diego                | 17 janvier 2002    |       | 32° 43′ 14″ nord, 117° 09′ 25″ ouest |                                                                                       |
| 37       | 76000515  | HD   | El Prado Complex (en)                                                       | Balboa Park                                                                                                | San Diego                | 12 décembre 1976   |       | 32° 43′ 52″ nord, 117° 09′ 07″ ouest |                                                                                       |
| 38       | 70000143  | NHL  | Maison Estudillo                                                            | 4000 Mason St.                                                                                             | San Diego                | 15 avril 1970      |       | 32° 45′ 14″ nord, 117° 11′ 45″ ouest |                                                                                       |
| 39       | 73002252  | HD   | Piste Fages-De Anza Trail-route des émigrants du Sud                        | Anza-Borrego State Park                                                                                    | Borrego Springs          | 29 janvier 1973    |       |                                      |                                                                                       |
| 40       | 07001470  | NRHP | Felicita County Park Prehistoric Village Site                               | Adresse restreinte                                                                                         | Escondido                | 31 janvier 2008    |       |                                      |                                                                                       |
| 41       | 98000700  | NRHP | Guy and Margaret Fleming House                                              | 12279 Torrey Pines Park Rd.                                                                                | San Diego                | 18 juin 1998       |       | 32° 55′ 19″ nord, 117° 15′ 18″ ouest |                                                                                       |
| 42       | 73000433  | NRHP | Ford Building (en)                                                          | Balboa Park, Palisades Area                                                                                | San Diego                | 26 avril 1973      |       | 32° 43′ 34″ nord, 117° 09′ 13″ ouest |                                                                                       |
| 43       | 16000054  | NRHP | Cimetière national de Fort Rosecrans                                        | Cabrillo Memorial Dr.                                                                                      | San Diego                | 8 mars 2016        |       | 32° 41′ 12″ nord, 117° 14′ 41″ ouest |                                                                                       |
| 44       | 80000841  | HD   | District historique du quartier Gaslamp                                     | Bounded by RR tracks, Broadway, 4th, and 6th Sts.                                                          | San Diego                | 23 mai 1980        |       | 32° 42′ 42″ nord, 117° 09′ 33″ ouest |                                                                                       |
| 45       | 99000158  | NRHP | Georgia Street Bridge-Caltrans Bridge (en)                                  | Georgia St. and University Ave., bet. Florida St. and Park Blvd.                                           | San Diego                | 12 février 1999    |       | 32° 44′ 55″ nord, 117° 08′ 40″ ouest |                                                                                       |
| 46       | 06001157  | NRHP | John Ginty House                                                            | 1568 Ninth Ave.                                                                                            | San Diego                | 18 décembre 2006   |       | 32° 43′ 24″ nord, 117° 09′ 25″ ouest |                                                                                       |
| 47       | 80000842  | NRHP | Grand-Horton Hotel (en)                                                     | 332, 328 and 334 F St.                                                                                     | San Diego                | 20 juin 1980       |       | 32° 42′ 50″ nord, 117° 09′ 38″ ouest |                                                                                       |
| 48       | 75000465  | NRHP | Granger Hall                                                                | 1700 E. 4th St.                                                                                            | National City            | 18 mars 1975       |       | 32° 41′ 03″ nord, 117° 05′ 24″ ouest |                                                                                       |
| 49       | 79000523  | NRHP | U.S. Grant Hotel                                                            | 326 Broadway St                                                                                            | San Diego                | 27 août 1979       |       | 32° 42′ 57″ nord, 117° 09′ 39″ ouest |                                                                                       |
| 50       | 70000145  | NHL  | Guajome Ranch House (en)                                                    | 2,5 milles (4 km) nord-est de Vista                                                                        | Vista                    | 15 avril 1970      |       | 33° 13′ 45″ nord, 117° 15′ 19″ ouest |                                                                                       |
| 51       | 92000966  | NRHP | Alfred Haines House                                                         | 2470 E St.                                                                                                 | San Diego                | 30 juillet 1992    |       | 32° 42′ 54″ nord, 117° 08′ 25″ ouest |                                                                                       |
| 52       | 82002245  | NRHP | Hawthorne Inn                                                               | 2121 1st Ave.                                                                                              | San Diego                | 30 mars 1982       |       | 32° 43′ 38″ nord, 117° 09′ 46″ ouest |                                                                                       |
| 53       | 92000319  | HD   | Heilman Villas (en)                                                         | 1060, 1070, 1080, 1090 Seventh St. and 706-720 (even nos.) Orange Ave.                                     | Coronado                 | 8 avril 1992       |       | 32° 41′ 24″ nord, 117° 10′ 37″ ouest |                                                                                       |
| 54       | 05000072  | NRHP | Holzwasser-Walker Scott Building and Owl Drug Building                      | 1014 Fifth ave. and 402-416 Broadway                                                                       | San Diego                | 27 février 2005    |       | 32° 43′ 05″ nord, 117° 09′ 39″ ouest |                                                                                       |
| 55       | 92001752  | NRHP | Hotel Charlotta                                                             | 637 S. Upas                                                                                                | Escondido                | 7 janvier 1993     |       | 33° 06′ 36″ nord, 117° 05′ 26″ ouest |                                                                                       |
| 56       | 71000181  | NHL  | Hotel del Coronado                                                          | 1500 Orange Ave.                                                                                           | Coronado                 | 14 octobre 1971    |       | 32° 40′ 51″ nord, 117° 10′ 39″ ouest |                                                                                       |
| 57       | 92001612  | NRHP | Howell House                                                                | 103 W. Eighth St.                                                                                          | Escondido                | 20 novembre 1992   |       | 33° 06′ 54″ nord, 117° 04′ 34″ ouest |                                                                                       |
| 58       | 78000751  | NRHP | Independent Order of Odd Fellows Building (en)                              | 526 Market St.                                                                                             | San Diego                | 31 janvier 1978    |       | 32° 42′ 42″ nord, 117° 09′ 31″ ouest |                                                                                       |
| 59       | 74000550  | NRHP | Initial Point of Boundary Between U.S. and Mexico (en)                      | South of Imperial Beach off Monument Rd.                                                                   | San Diego                | 6 septembre 1974   |       | 32° 32′ 04″ nord, 117° 07′ 19″ ouest |                                                                                       |
| 60       | 80000843  | NRHP | Johnson-Taylor Ranch Headquarters                                           | East of San Diego and Black Mountain Rd.                                                                   | San Diego                | 31 octobre 1980    |       | 32° 56′ 18″ nord, 117° 08′ 18″ ouest |                                                                                       |
| 61       | 92000968  | NRHP | Martha Kinsey House                                                         | 1624 Ludington Ln.                                                                                         | La Jolla                 | 7 août 1992        |       | 32° 50′ 52″ nord, 117° 16′ 28″ ouest |                                                                                       |
| 62       | 92001268  | HD   | Kuchamaa (en)                                                               | Sud-est de San Diego à la frontière États-Unis-Mexique                                                     | Tecate (en)              | 6 octobre 1992     |       | 32° 34′ 38″ nord, 116° 41′ 28″ ouest |                                                                                       |
| 63       | 15000506  | NRHP | Kwaaymii Homeland                                                           | Adresse restreinte                                                                                         | Mount Laguna             | 11 août 2015       |       |                                      |                                                                                       |
| 64       | 12001109  | NRHP | La Jolla Post Office                                                        | 1140 Wall St.                                                                                              | San Diego                | 2 janvier 2013     |       | 32° 50′ 48″ nord, 117° 16′ 26″ ouest |                                                                                       |
| 65       | 74000546  | NRHP | La Jolla Woman's Club (en)                                                  | 715 Silverado St.                                                                                          | La Jolla                 | 5 novembre 1974    |       | 32° 50′ 39″ nord, 117° 16′ 36″ ouest |                                                                                       |
| 66       | 12000443  | NRHP | Lafayette Hotel (en)                                                        | 2223 El Cajon Blvd.                                                                                        | San Diego                | date=2012-7-31     |       | 32° 45′ 18″ nord, 117° 08′ 27″ ouest |                                                                                       |
| 67       | 68000021  | NHL  | Las Flores Adobe (en)                                                       | Stuart Mesa Rd., about 7 milles (11 km) north of the junction -with Vandergrift Blvd.                      | Camp Pendleton           | 24 novembre 1968   |       | 33° 17′ 59″ nord, 117° 27′ 23″ ouest | Colonial Monterey de 1865, adjacent au site de Las Flores Estancia                    |
| 68       | 93000391  | NRHP | Las Flores Estancia (en)                                                    | Junction of Pulgas and Stuart Mesa Rds.                                                                    | Camp Pendleton           | 20 mai 1993        |       | 33° 17′ 59″ nord, 117° 27′ 38″ ouest | même ou different du site de Las Flores Adobe et Las Flores ?                         |
| 69       | 75000464  | NRHP | Las Flores Site                                                             | Adresse restreinte                                                                                         | Camp Pendleton           | 19 août 1975       |       |                                      | Site archéologique                                                                    |
| 70       | 80000844  | NRHP | Robert E. Lee Hotel                                                         | 815 3rd Ave. and 314 F St.                                                                                 | San Diego                | 31 mai 1980        |       | 32° 42′ 50″ nord, 117° 09′ 39″ ouest | Démoli lors de la construction de Westfield Horton Plaza                              |
| 71       | 78000748  | NRHP | Charles Libby House                                                         | 636 Rockledge St.                                                                                          | Oceanside                | 12 juillet 1978    |       | 33° 11′ 29″ nord, 117° 21′ 58″ ouest |                                                                                       |
| 72       | 01000027  | NRHP | Lindstrom House                                                             | 4669 E. Talmadge Dr.                                                                                       | San Diego                | 13 février 2001    |       | 32° 45′ 51″ nord, 117° 05′ 54″ ouest |                                                                                       |
| 73       | 76000516  | NRHP | Long-Waterman House                                                         | 2408 1st Ave.                                                                                              | San Diego                | 14 juin 1976       |       | 32° 43′ 49″ nord, 117° 09′ 48″ ouest |                                                                                       |
| 74       | 90001477  | HD   | Marine Corps Recruit Depot Historic District (en)                           | South of the junction of Barnett Ave. and Pacific Hwy.                                                     | San Diego                | 31 janvier 1991    |       | 32° 44′ 31″ nord, 117° 11′ 50″ ouest |                                                                                       |
| 75       | 74000552  | NRHP | George W. Marston House (en)                                                | 3525 7th Ave.                                                                                              | San Diego                | 16 décembre 1974   |       | 32° 44′ 29″ nord, 117° 09′ 26″ ouest |                                                                                       |
| 76       | 80000845  | NRHP | McClintock Storage Warehouse                                                | 1202 Kettner Blvd.                                                                                         | San Diego                | 3 octobre 1980     |       | 32° 43′ 05″ nord, 117° 10′ 07″ ouest |                                                                                       |
| 77       | 79000524  | NRHP | Medico-Dental Building (en)                                                 | 233 A St.                                                                                                  | San Diego                | 4 septembre 1979   |       | 32° 43′ 06″ nord, 117° 09′ 41″ ouest |                                                                                       |
| 78       | 78000753  | NHL  | Mission Beach Roller Coaster (en)                                           | 3000 Mission Blvd.                                                                                         | San Diego                | 27 décembre 1978   |       | 32° 46′ 18″ nord, 117° 15′ 00″ ouest |                                                                                       |
| 79       | 89000805  | NRHP | Mission Brewery (en)                                                        | 1715 Hancock St.                                                                                           | San Diego                | 6 juillet 1989     |       | 32° 44′ 30″ nord, 117° 10′ 59″ ouest |                                                                                       |
| 80       | 02000779  | NRHP | Mohnike Adobe                                                               | 12115 Black Mountain Rd.                                                                                   | San Diego                | 17 juillet 2002    |       | 32° 56′ 18″ nord, 117° 07′ 41″ ouest |                                                                                       |
| 81       | 100001284 | NRHP | Montecito Ranch House                                                       | 1080 Montecito Way                                                                                         | Ramona                   | 10 juillet 2017    |       | 33° 03′ 05″ nord, 116° 54′ 18″ ouest |                                                                                       |
| 82       | 84001181  | NRHP | Maj. Myles Moylan House                                                     | 2214-2224 2nd Ave.                                                                                         | San Diego                | 22 mars 1984       |       | 32° 43′ 43″ nord, 117° 09′ 44″ ouest |                                                                                       |
| 83       | 91000590  | HD   | tDistrict historique de la base aéronavle de San Diego                      | Naval Air Station, North Island, N. shore                                                                  | Coronado                 | 21 mai 1991        |       | 32° 42′ 42″ nord, 117° 11′ 39″ ouest |                                                                                       |
| 84       | 00000426  | HD   | Naval Training Center                                                       | Barnett St. and Rosecrans Blvd.                                                                            | San Diego                | 5 juillet 2001     |       | 32° 44′ 08″ nord, 117° 12′ 44″ ouest |                                                                                       |
| 85       | 66000222  | NHL  | Relais d'Oak Grove Butterfield                                              | À 13 milles (21 km) au nord-ouest de Warner Springs sur la CA 79                                           | Oak Grove                | 15 octobre 1966    |       | 33° 23′ 23″ nord, 116° 47′ 39″ ouest |                                                                                       |
| 86       | 89000257  | NRHP | Oceanside City Hall and Fire Station (en)                                   | 704 and 714 Pier View Way (704 and 714 Third St.)                                                          | Oceanside                | 7 juin 1989        |       | 33° 11′ 53″ nord, 117° 22′ 40″ ouest |                                                                                       |
| 87       | 66000225  | NHL  | Barrage Old Mission                                                         | N side of Mission St.-Gorge Rd.                                                                            | San Diego                | 15 octobre 1966    |       | 32° 50′ 24″ nord, 117° 02′ 32″ ouest |                                                                                       |
| 88       | 74000350  | NRHP | Vieux Phare de Point Loma                                                   | Inclus dans le monument national de Cabrillo                                                               | San Diego                | 27 juin 1974       |       | 32° 40′ 19″ nord, 117° 14′ 25″ ouest |                                                                                       |
| 89       | 71000182  | HD   | District historique de la vieille ville de San Diego                        | Jonction US 5 et US 80                                                                                     | San Diego                | 3 septembre 1971   |       | 32° 45′ 15″ nord, 117° 11′ 47″ ouest |                                                                                       |
| 90       | 93001395  | NRHP | Olivenhain Town Meeting Hall (en)                                           | 423 Rancho Santa Fe Rd.                                                                                    | Olivenhain (en)          | 17 décembre 1993   |       | 33° 02′ 36″ nord, 117° 14′ 04″ ouest |                                                                                       |
| 91       | 100001285 | NRHP | Juan Maria Osuna Adobe                                                      | 16332 Via de Santa Fe                                                                                      | Rancho Santa Fe          | 10 juillet 2017    |       | 33° 00′ 39″ nord, 117° 11′ 57″ ouest |                                                                                       |
| 92       | 84001182  | NRHP | Panama Hotel                                                                | 105 W. F St.                                                                                               | San Diego                | 22 mars 1984       |       | 32° 42′ 48″ nord, 117° 09′ 47″ ouest |                                                                                       |
| 93       | 83003432  | NRHP | Park Place Methodist Episcopal Church South (en)                            | 508 Olive St.                                                                                              | San Diego                | 15 septembre 1983  |       | 32° 44′ 06″ nord, 117° 09′ 32″ ouest |                                                                                       |
| 94       | 14000136  | NRHP | Robert O. Peterson-Russell Forester House                                   | 567 Gage Ln.                                                                                               | San Diego                | 11 avril 2014      |       | 32° 42′ 50″ nord, 117° 14′ 31″ ouest |                                                                                       |
| 95       | 10001160  | NRHP | Pilot (bateau)                                                              | Maritime Museum of San Diego, 1492 N Harbor Dr.                                                            | San Diego                | 1er février 2011   |       | 32° 43′ 15″ nord, 117° 10′ 28″ ouest |                                                                                       |
| 96       | 100000881 | NRHP | Portuguese Chapel of San Diego                                              | 2818 Avenida de Portugal                                                                                   | San Diego                | 17 avril 2017      |       | 32° 43′ 17″ nord, 117° 13′ 48″ ouest |                                                                                       |
| 97       | 81000171  | NRHP | Pythias Lodge Building (en)                                                 | 211 E St. and 870 3rd Ave.                                                                                 | San Diego                | 8 avril 1981       |       | 32° 42′ 52″ nord, 117° 09′ 41″ ouest | Démoli pendant la construction de Westfield Horton Plaza                              |
| 98       | 94001161  | NRHP | Ramona Town Hall                                                            | 729 Main St.                                                                                               | Ramona                   | 26 septembre 1994  |       | 33° 02′ 41″ nord, 116° 51′ 48″ ouest |                                                                                       |
| 99       | 92000261  | HD   | Rancho De Los Kiotes (en)                                                   | 6200 Flying L.C. Lane                                                                                      | Carlsbad                 | 31 mars 1992       |       | 33° 07′ 13″ nord, 117° 14′ 08″ ouest |                                                                                       |
| 100      | 91000940  | NRHP | Rancho Santa Fe Land and Improvement Company Office                         | 16915 Avenida de Acacias                                                                                   | Rancho Santa Fe          | 5 août 1991        |       | 33° 01′ 10″ nord, 117° 12′ 11″ ouest |                                                                                       |
| 101      | 76002247  | NRHP | Red Rest and Red Roost Cottages (en)                                        | 1187 and 1179 Coast Blvd.                                                                                  | La Jolla                 | 15 mars 1976       |       | 32° 50′ 59″ nord, 117° 16′ 18″ ouest |                                                                                       |
| 102      | 11000990  | NRHP | Renown (yacht)                                                              | San Diego Marriott Marina, A Dock, 333 W. Harbor Dr.                                                       | San Diego                | 4 janvier 2012     |       | 32° 42′ 30″ nord, 117° 10′ 07″ ouest | À quai dans la marina de Grape Street comme en juillet 2014                           |
| 103      | 91000946  | NRHP | Lilian Jenette Rice House                                                   | 16780 La Gracia                                                                                            | Rancho Santa Fe          | 5 août 1991        |       | 33° 01′ 03″ nord, 117° 12′ 16″ ouest |                                                                                       |
| 104      | 78000747  | NRHP | Robinson Hotel (en)                                                         | 2032 Main St.                                                                                              | Julian                   | 23 juin 1978       |       | 33° 04′ 40″ nord, 116° 36′ 01″ ouest |                                                                                       |
| 105      | 75002185  | HD   | Rockwell Field (en)                                                         | North Island                                                                                               | Coronado                 | 21 mai 1991        |       | 32° 41′ 48″ nord, 117° 11′ 49″ ouest |                                                                                       |
| 106      | 03000472  | NRHP | Rosecroft (en)                                                              | 530 Silvergate Ave.                                                                                        | San Diego                | 22 septembre 2003  |       | 32° 41′ 51″ nord, 117° 14′ 44″ ouest |                                                                                       |
| 107      | 95000390  | HD   | Rosicrucian Fellowship Temple (en)                                          | 2222 Mission Ave.                                                                                          | Oceanside                | 7 avril 1995       |       | 33° 12′ 36″ nord, 117° 21′ 30″ ouest |                                                                                       |
| 108      | 82002246  | NRHP | Ruiz-Alvarado Ranch Site                                                    | Adresse restreinte                                                                                         | San Diego                | 22 janvier 1982    |       |                                      |                                                                                       |
| 109      | 07001177  | NRHP | San Diego Armed Services YMCA (en)                                          | 500 W Broadway                                                                                             | San Diego                | 15 novembre 2007   |       | 32° 43′ 05″ nord, 117° 10′ 05″ ouest |                                                                                       |
| 110      | 13000130  | NRHP | San Diego Athletic Club (en)                                                | 1250 6th Ave.                                                                                              | San Diego                | 3 avril 2013       |       | 32° 43′ 07″ nord, 117° 09′ 34″ ouest |                                                                                       |
| 111      | 88000554  | HD   | Centre civique de San Diego                                                 | 1600 Pacific Hwy.                                                                                          | San Diego                | 16 mai 1988        |       | 32° 43′ 52″ nord, 117° 10′ 15″ ouest |                                                                                       |
| 112      | 14001204  | NRHP | San Diego Fire Department Shops at Station 6                                | 1572 Columbia St.                                                                                          | San Diego                | 27 janvier 2015    |       | 32° 43′ 18″ nord, 117° 10′ 03″ ouest |                                                                                       |
| 113      | 70000144  | NHL  | Mission San Diego de Alcalá                                                 | À 5 milles (8 km) à l'est de la vieille ville de San Diego sur Friars Rd.                                  | San Diego                | 15 avril 1970      |       | 32° 47′ 04″ nord, 117° 06′ 23″ ouest |                                                                                       |
| 114      | 66000226  | NHL  | Presidio de San Diego                                                       | Presidio Park                                                                                              | San Diego                | 15 octobre 1966    |       | 32° 45′ 31″ nord, 117° 11′ 36″ ouest |                                                                                       |
| 115      | 79000525  | NRHP | San Diego Rowing Club                                                       | 525 E. Harbor Dr                                                                                           | San Diego                | 30 août 1979       |       | 32° 42′ 16″ nord, 117° 09′ 44″ ouest |                                                                                       |
| 116      | 97000924  | HD   | Université d'État de San Diego                                              | 5300 Campanile Dr.                                                                                         | San Diego                | 4 septembre 1997   |       | 32° 46′ 33″ nord, 117° 04′ 16″ ouest |                                                                                       |
| 117      | 99001565  | NRHP | San Diego Trust and Savings Bank Building (en)                              | 530-540 Broadway                                                                                           | San Diego                | 17 décembre 1999   |       | 32° 42′ 57″ nord, 117° 09′ 31″ ouest |                                                                                       |
| 118      | 00001167  | NRHP | San Diego Veterans' War Memorial Building-Balboa Park                       | 3325 Zoo Dr.                                                                                               | San Diego                | 28 septembre 2000  |       | 32° 44′ 19″ nord, 117° 08′ 50″ ouest |                                                                                       |
| 119      | 70000142  | NHL  | Mission San Luis Rey de Francia                                             | 4 milles (6 km) east of Oceanside on CA 76                                                                 | Oceanside                | 15 avril 1970      |       | 33° 13′ 57″ nord, 117° 19′ 10″ ouest |                                                                                       |
| 120      | 72000248  | NRHP | Santa Fe Depot (en)                                                         | 1050 Kettner St.                                                                                           | San Diego                | 26 juin 1972       |       | 32° 43′ 01″ nord, 117° 10′ 07″ ouest |                                                                                       |
| 121      | 71000180  | NRHP | Santa Margarita Ranchhouse                                                  | Off Vandergrift Blvd.                                                                                      | Camp Pendleton           | 6 mai 1971         |       | 33° 18′ 36″ nord, 117° 20′ 25″ ouest |                                                                                       |
| 122      | 77000330  | NHL  | George H. Scripps Memorial Marine Biological Laboratory (en)                | 8602 La Jolla Shores Dr.                                                                                   | La Jolla                 | 10 novembre 1977   |       | 32° 51′ 54″ nord, 117° 15′ 12″ ouest |                                                                                       |
| 123      | 91000944  | NRHP | Charles A. Shaffer House                                                    | 5610 La Crescenta                                                                                          | Rancho Santa Fe          | 5 août 1991        |       | 33° 02′ 28″ nord, 117° 12′ 54″ ouest |                                                                                       |
| 124      | 75000466  | NRHP | Sorrento Valley Site                                                        | Adresse restreinte                                                                                         | San Diego                | 21 octobre 1975    |       |                                      |                                                                                       |
| 125      | 75000467  | NRHP | Spreckels Theatre Building (en)                                             | 123 W. Broadway                                                                                            | San Diego                | 28 mai 1975        |       | 32° 42′ 55″ nord, 117° 09′ 45″ ouest |                                                                                       |
| 126      | 73000432  | NRHP | St. Matthew's Episcopal Church (en)                                         | 521 E. 8th St.                                                                                             | National City            | 25 octobre 1973    |       | 32° 40′ 40″ nord, 117° 06′ 02″ ouest |                                                                                       |
| 127      | 66000223  | NHL  | Star of India                                                               | San Diego Embarcadero                                                                                      | San Diego                | 13 novembre 1966   |       | 32° 42′ 57″ nord, 117° 10′ 22″ ouest |                                                                                       |
| 128      | 96000424  | NRHP | Station and General Office, California Southern Railroad (en)               | 900 W. 23rd St.                                                                                            | National City            | 18 avril 1996      |       | 32° 39′ 36″ nord, 117° 06′ 38″ ouest |                                                                                       |
| 129      | 99001180  | NRHP | Sunnyslope Lodge                                                            | 3733 Robinson Mews                                                                                         | San Diego                | 24 septembre 1999  |       | 32° 44′ 44″ nord, 117° 09′ 52″ ouest |                                                                                       |
| 130      | 87000621  | NRHP | A. H. Sweet Residence and Adjacent Small House                              | 435 W. Spruce and 3141 Curlew Sts.                                                                         | San Diego                | 16 avril 1987      |       | 32° 44′ 18″ nord, 117° 09′ 59″ ouest |                                                                                       |
| 131      | 83003593  | HD   | Table Mountain District                                                     | Adresse restreinte                                                                                         | Jacumba (en)             | 28 octobre 1983    |       |                                      |                                                                                       |
| 132      | 98001193  | NRHP | Teacher Training School Building-San Diego State Normal School              | 4345 Campus Ave.                                                                                           | San Diego                | 9 septembre 1998   |       | 32° 45′ 20″ nord, 117° 08′ 47″ ouest |                                                                                       |
| 133      | 91000945  | NRHP | Claude and Florence Terwilliger House                                       | 5880 San Elijo                                                                                             | Rancho Santa Fe          | 5 août 1991        |       | 33° 02′ 02″ nord, 117° 12′ 20″ ouest |                                                                                       |
| 134      | 92001684  | NRHP | Thomas House (en)                                                           | 208 E. Fifth Ave.                                                                                          | Escondido                | 30 décembre 1992   |       | 33° 07′ 08″ nord, 117° 04′ 36″ ouest |                                                                                       |
| 135      | 93000578  | NRHP | Torrey Pines Gliderport (en)                                                | West of Torrey Pines Rd., bordering Torrey Pines Scenic Dr. and south and west of Torrey Pines Golf Course | San Diego                | 12 juillet 1993    |       | 32° 53′ 23″ nord, 117° 14′ 54″ ouest | Site de planeur de 1930, encore utilisé actuellement pour le parapente et deltaplane. |
| 136      | 98000699  | NRHP | Torrey Pines Lodge                                                          | 12201 Torrey Pines Park Rd.                                                                                | San Diego                | 18 juin 1998       |       | 32° 55′ 15″ nord, 117° 15′ 03″ ouest |                                                                                       |
| 137      | 98001248  | NRHP | Torrey Pines Park Road                                                      | Roughly the North/South R. within Torrey Pines State Reserve                                               | San Diego                | 22 octobre 1998    |       | 32° 55′ 10″ nord, 117° 15′ 03″ ouest |                                                                                       |
| 138      | 13000417  | HD   | University Heights Water Storage and Pumping Station Historic District (en) | 4236 Idaho St.                                                                                             | San Diego                | 24 juin 2013       |       | 32° 45′ 16″ nord, 117° 08′ 03″ ouest | Un bâtiment, trois sites, et six structures                                           |
| 139      | 75000468  | NRHP | U.S. Courthouse (en)                                                        | 325 W. F St.                                                                                               | San Diego                | 29 janvier 1975    |       | 32° 42′ 48″ nord, 117° 09′ 55″ ouest |                                                                                       |
| 140      | 83001228  | NRHP | U.S. Inspection Station/U.S. Custom House (en)                              | Virginia and Tijuana Sts.                                                                                  | San Ysidro               | 10 février 1983    |       | 32° 32′ 34″ nord, 117° 01′ 41″ ouest |                                                                                       |
| 141      | 91001748  | NRHP | US Inspection Station-Tecate (en)                                           | CA 188 | Tecate (en)              | 14 février 1992    |       | 32° 34′ 36″ nord, 116° 37′ 36″ ouest |                                                                                       |
| 142      | 85000137  | NRHP | US Post Office-Downtown Station                                             | 815 E St.                                                                                                  | San Diego                | 11 janvier 1985    |       | 32° 42′ 51″ nord, 117° 09′ 22″ ouest |                                                                                       |
| 143      | 91000548  | NRHP | Theophile Verlaque House                                                    | 645 Main St.                                                                                               | Ramona                   | 7 août 1991        |       | 33° 02′ 43″ nord, 116° 51′ 43″ ouest |                                                                                       |
| 144      | 71000183  | NRHP | Villa Montezuma (en)                                                        | 1925 K St.                                                                                                 | San Diego                | 6 mai 1971         |       | 32° 42′ 29″ nord, 117° 08′ 46″ ouest |                                                                                       |
| 145      | 66000228  | NHL  | Warner's Ranch (en)                                                         | 4 milles (6 km) south of Warner Springs                                                                    | Warner Springs (en)      | 15 octobre 1966    |       | 33° 14′ 19″ nord, 116° 39′ 03″ ouest |                                                                                       |
| 146      | 79000526  | NRHP | Watts Building                                                              | 520 E St.                                                                                                  | San Diego                | 26 avril 1979      |       | 32° 42′ 53″ nord, 117° 09′ 32″ ouest |                                                                                       |
| 147      | 100000463 | NRHP | Wiipuk uun'yaw Trail                                                        | Adresse restreinte                                                                                         | Environs de Mount Laguna | 17 janvier 2017    |       |                                      |                                                                                       |

## Anciennement dans le registre
| Position | ID       | Type          | Nom                            | Localisation                                                              | Ville     | Date d'inscription | Image | Coordonnées                          | Description |
| -------- | -------- | ------------- | ------------------------------ | ------------------------------------------------------------------------- | --------- | ------------------ | ----- | ------------------------------------ | ----------- |
| 1        | 94000402 | NRHP-delisted | Aztec Bowl (en)                | Hardy Ave. between 55th St. and Campanile Dr., San Diego State University | San Diego | 19 mai 1994        |       | 32° 46′ 26″ nord, 117° 04′ 26″ ouest |             |
| 2        | 74000549 | NRHP-delisted | William Heath Davis House (en) | 227 11th St.                                                              | San Diego | 15 février 1974    |       |                                      |             |
| 3        | 74000551 | NRHP-delisted | Melville Klauber House         | 3060 6th Ave.                                                             | San Diego | 13 novembre 1974   |       |                                      |             |
| 4        | 78000752 | NRHP-delisted | Temple Beth Israel             | 1502 2nd Ave.                                                             | San Diego | 22 mai 1978        |       |                                      |             |